# Gabrielle Siry-Houari
Gabrielle Siry-Houari, née le 27 septembre 1990, est une haute fonctionnaire, essayiste et femme politique française. Elle est adjointe au maire du 18e arrondissement de Paris, ancienne porte-parole du Parti socialiste et autrice de l'essai féministe La République des hommes (éditions Bouquins, octobre 2021).

## Biographie
Gabrielle Siry-Houari a grandi à Rennes, où elle a pratiqué le basket-ball au niveau national. Elle étudie à Sciences Po.
Elle a travaillé plusieurs années à la Banque de France sur la finance durable, et sur l'encadrement de la rémunération des grands dirigeants financiers à l'échelle européenne. Elle est aussi chargée d'enseignement en économie à l'Université Paris-Dauphine. En 2023, elle rejoint la Commission européenne en tant qu'économiste.

### Vie politique
Elle a occupé le poste de conseillère Affaires internationales et innovation financière au cabinet d'Axelle Lemaire, secrétaire d'État au numérique et à l'innovation, en 2016-2017, où elle était chargée d'encourager la finance solidaire (financement participatif, ouverture en France du don par SMS aux associations caritatives...) et des enjeux liés au Brexit.
"D'origine espagnole et algérienne", elle est candidate du PS aux élections législatives de 2017 sur la 5e circonscription des Français de l'étranger, où elle arrive en quatrième position au premier tour et récolte 8,13 % des suffrages. Lors de cette campagne, elle obtient le maintien de services publics dans un contexte de réduction du réseau consulaire.
Gabrielle Siry-Houari est nommée porte-parole du Parti socialiste par Olivier Faure en avril 2018 après le congrès d'Aubervilliers, devenant ainsi la plus jeune porte-parole de l'histoire de ce parti.
En 2019, elle figure sur la liste "Envie d'Europe" menée par Raphaël Glucksmann et soutenue par le Parti socialiste, aux élections européennes. En 2020, elle est élue Adjointe au Maire dans le 18e arrondissement de Paris chargée du développement économique, de l'emploi, de l'enseignement supérieur, de la recherche et de la vie étudiante.
Désignée candidate aux élections législatives de 2022 par le Parti socialiste dans la 3e circonscription de Paris face à Stanislas Guérini et soutenue notamment par Benjamin Biolay, elle se retire finalement après la signature des accords d'union de la gauche Nouvelle Union populaire écologique et sociale.
En 2023, elle soutient le texte d’orientation de Nicolas Mayer-Rossignol au congrès de Marseille, puis intègre le Bureau national du Parti socialiste en représentation de ce courant.

### Engagement féministe
Elle présente le résultat de ses travaux sur le sujet des discriminations dans une interview à Libération à l'été 2021, avant la publication de son essai La République des hommes (Bouquins, 2021). Dans une interview au Huffington Post, elle explique boycotter la chaîne Cnews, notamment à la suite d'altercations avec Pascal Praud qu'elle juge sexiste. En 2020, pendant la crise de la Covid-19, elle co-organise avec d'autres femmes issues de tous les partis de gauche un grand meeting en ligne visant à mettre en lumière le fait que « les soignantes, caissières, aides ménagères, ouvrières du textile, etc. sont en première ligne dans la vie mais absentes dans les réflexions politiques ».
En 2022, elle est chargée par Anne Hidalgo de l’égalité femmes-hommes dans le cadre de sa campagne présidentielle. 
Elle critique ensuite le manque de parité dans les investitures du Parti socialiste aux législatives qu'elle décrit comme "une affaire de boy's club" et annonce vouloir une modification des statuts de son parti pour assurer une parité réelle. À l'occasion du congrès de Marseille de 2023, elle présente des propositions pour la place des femmes en politique.
En février 2024, membre du Conseil d'administration d'Osez le féminisme, elle organise dans l’Humanité un appel signé par de nombreuses associations féministes et adressé à l’Arcom, régulateur des médias, intitulé « Ne renouvelez pas les fréquences de C8 et CNews, foyers de sexisme et de racisme ». Elle publie en mars une tribune soutenue par plusieurs responsables politiques et associatifs féministes pour s'opposer à la notion de gestation pour autrui dite « éthique », sujet sur lequel elle intervient ensuite dans divers médias.

## Publications

### Livre
Elle publie en octobre 2021 aux éditions Bouquins son premier livre intitulé La République des hommes où elle dénonce le sexisme en politique et décrit un « patriarcat libéral qui permet à des hommes installés de conserver les leviers des pouvoirs économique, politique et médiatique ».

### Rapport
- "Rapport de la Commission sur la surveillance des risques liés au climat pesant sur la stabilité financière", Commission européenne, 1er juillet 2024

### Articles
- Féminisme: Il ne peut exister de GPA "éthique", Libération, 21 mars 2024
- Economie : Dix ans de réglementation de finance durable en Europe : de la mesure du risque financier à l’évaluation de l’impact environnemental, Annales des Mines, août 2024
- Écologie : Si écologie punitive il doit y avoir, c’est à l’encontre des financements des énergies fossiles, Le Monde, 23 avril 2021
- Climat : Climat : pour une refonte de la politique commerciale européenne, Libération, 24 avril 2019
- Europe : Le refus d'un emprunt commun n'est pas seulement égoïste, il est irresponsable, Le Monde, 10 avril 2020
- Droits et libertés : Nos droits et libertés ne sont pas à vendre, Libération, 6 janvier 2020
- Europe et inégalités sociales : Catalogne : l'indépendantisme a encore de beaux jours devant lui, Le Monde, 22 décembre 2017
- Histoire du socialisme : Le tournant de la rigueur vu par les socialistes, Institut François Mitterrand, 10 mai 2014